# ناتالیا کونوننکو
ناتالیا کونوننکو (اوکراینی: Наталія Олексіївна Кононенко؛ زادهٔ ۲۵ اوت ۱۹۹۴) ژیمناست هنری اهل اوکراین است.